# 布蘭登 (蒙大拿州)
布蘭登（英語：Brandon）是位於美國蒙大拿州麥迪遜縣的普查規定居民點。

## 人口
根據2020年美國人口普查的數據，布蘭登的面積為1.15平方千米，皆為陸地。當地共有人口46人，而人口密度為每平方千米40人。